# Jeanette Nevrin
Jeanette Eva Christine Nevrin, tidigare Nevrin Stangertz, född 23 april 1962 i Sankt Johannes församling i Malmö, är en svensk manusförfattare. 
Jeanette Nevrin är dotter till tandläkare Roland Nevrin och Gull-Britt Holmgren. Hon har skrivit manus till filmen En dag i taget. Ätstörningar (1999) och radioteatern Om bara imorgon ville komma samt även gjort översättningsarbeten inom teater/film. Hon har översatt pjäsen Gökboet av Ken Kesey till svensk och dansk version vilken spelades på Folkteatern i Stockholm 1994 med Örjan Ramberg i huvudrollen som McMurphy. Gökboet spelades i Köpenhamn 1992 samt på Helsingborgs Stadsteater 2001 i Göran Stangertz regi. Jeanette Nevrin har även tolkat pjäsen Älskaren av Nobelpristagaren Harold Pinter vilket framfördes som radiopjäs men även på Det Kongelige Teater i Köpenhamn under 1990-talet. 
Jeanette Nevrin medvekade år 1982 i Malmö stadsteaters uppsättning av en lyrikafton "Om våren" som även innefattade poesi av kända poeter så som Karin Boye och Bo Setterlind. Skådespelarna Hanna Landing samt Kåre Sigurdson läste Jeanette Nevrins dikter.
År 2004 skrev Jeanette Nevrin en drama-realistisk antirasistisk föreställning mot rasism/nynazism som uppsökte grundskolor i förebyggande syfte. Denna föreställning uppvisades i samarbete med organisationen Exit samt Helsingborgs stadsteater.
Hon var 1986–2006 gift med skådespelaren och regissören Göran Stangertz (1944–2012) som hon fick fyra barn med.

## Manus
- 1997 – En dag i taget. Ätstörningar (film)[3]
- 2001 – Om bara imorgon ville komma (radioteater)[4]
- 2001 –  Backlash. (föreställning)